# Sven Lindner
Sven Lindner, född 11 januari 1925, död 2 november 2003, var en svensk författare och förläggare.
Lindner var främst aktiv som förläggare och han varit redaktör för ett stort antal diktsamlingar av bland andra Karin Boye, Pär Lagerkvist och Edith Södergran. Lindner har även sammanställt samlingar med tysk lyrik samt översatt en del verk till svenska.

## Priser och utmärkelser
- 1959 - Boklotteriets stipendium
- 1988 - Stipendium ur Lena Vendelfelts minnesfond

### Fotnoter
1. ↑  ”Sven Lindner”. Svenska kyrkan. Arkiverad från originalet den 5 mars 2016. https://web.archive.org/web/20160305084343/http://gravar.se/Maria%20Magdalena%20Kyrkog%C3%A5rd/9/Sven%20Lindner. Läst 11 juni 2012.
2. ↑  ”Sven Lindner”. Nationalencyklopedin. http://www.ne.se/sven-lindner. Läst 11 juni 2012.
3. ↑  ”Sven Lindner”. Libris.kb.se. http://libris.kb.se/hitlist?q=WFRF%3A%28Lindner+Sven+1925+2003%29&r=&f=&t=v&s=rc&g=&m=50. Läst 11 juni 2012.